# ウルフマザー
ウルフマザー（Wolfmother）は、オーストラリア出身のハードロック・バンド。
第49回グラミー賞「最優秀ハードロック・パフォーマンス賞」を受賞。

## 概要・略歴
2000年、シドニーで結成。

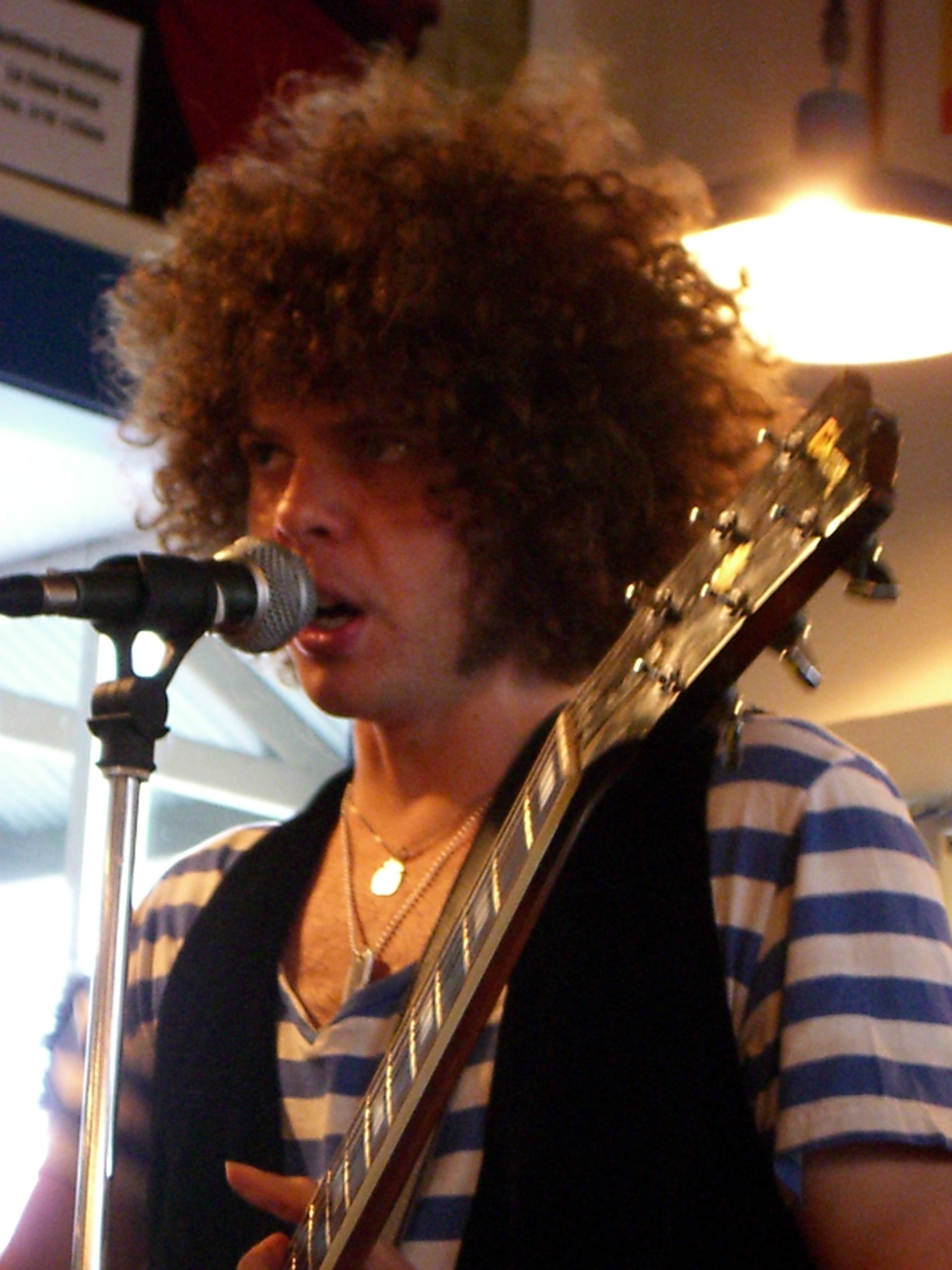
創設者アンドリュー・ストックデイル(Vo/G) 2006年

バンドのロゴ

2004年リリースのデビューEPが、ブラック・サバス、ピンク・フロイド、ディープ・パープル、レッド・ツェッペリンなどの1960-1970年代を彷彿させるサウンドで、新人ながら高い評価を得る。
2005年リリースのファースト・アルバム『狼牙生誕!』が、全米アルバムチャート20位にランクイン。本国でプラチナム、各国でも軒並みにゴールドディスクを獲得し、150万枚を売り上げる。収録曲「Love Train」は、AppleのiPodのCMにも採用された。
2006年7月、初来日し「フジ・ロック・フェスティバル」に出演。翌年1月には来日単独公演も開催している。
ファースト・アルバムやシングル曲が各国の音楽賞を受賞し、2007年『第49回グラミー賞』においては「最優秀ハードロック・パフォーマンス賞」に輝く。
2008年8月に、オリジナル・メンバーのクリス・ロス（ベース、キーボード）とマイルズ・ヘスケット（ドラム）の脱退が発表された。
アンドリュー・ストックデイル（ボーカル、ギター）の主導体制になり、2009年にセカンド・アルバム『コズミック・エッグ』をリリース。
2014年、5年ぶりのサード・アルバム『New Crown』をセルフリリース。
2016年、4枚目のアルバム『Victorious』をリリース。

## メンバー

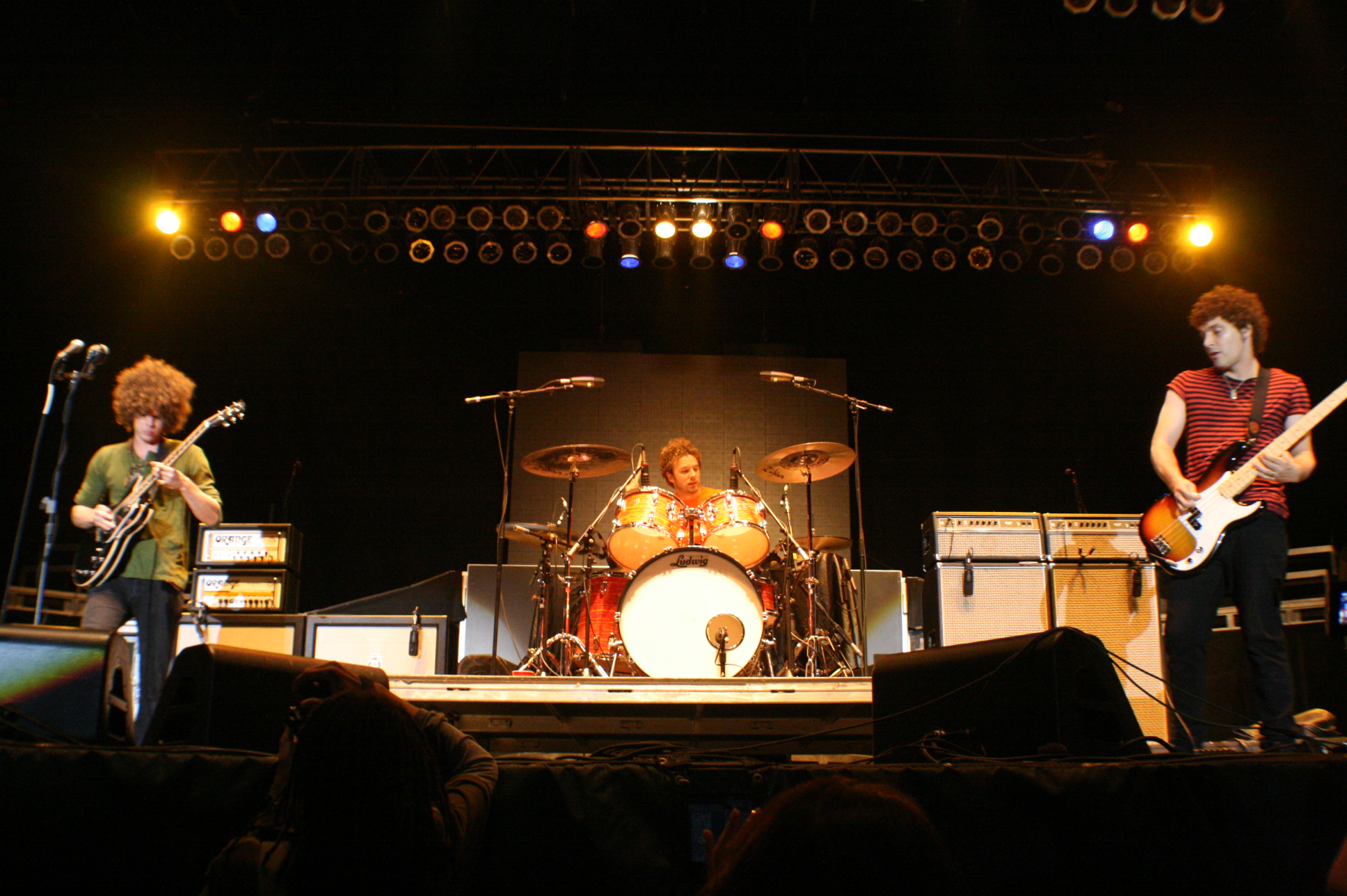
USA.メンフィス公演 (2007年5月)

### 現ラインナップ
- アンドリュー・ストックデイル (Andrew Stockdale) - ボーカル、ギター (2000年- )
- イアン・ペレス (Ian Peres) - ベース、キーボード (2009年- )

サポート
- アレックス・キャラペティス (Alex Carapetis) - ドラム (2015年- )

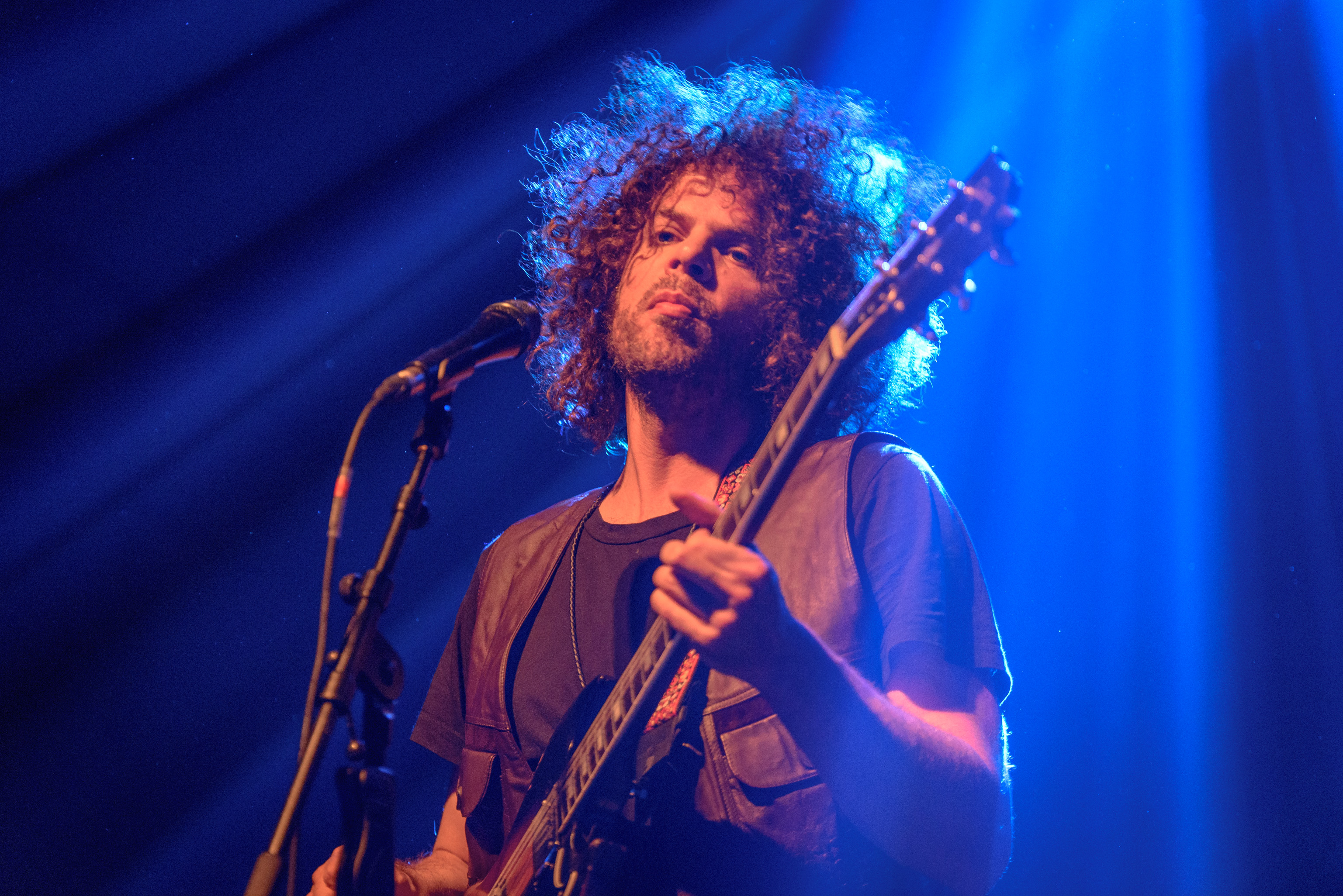
アンドリュー・ストックデイル(Vo/G) 2016年
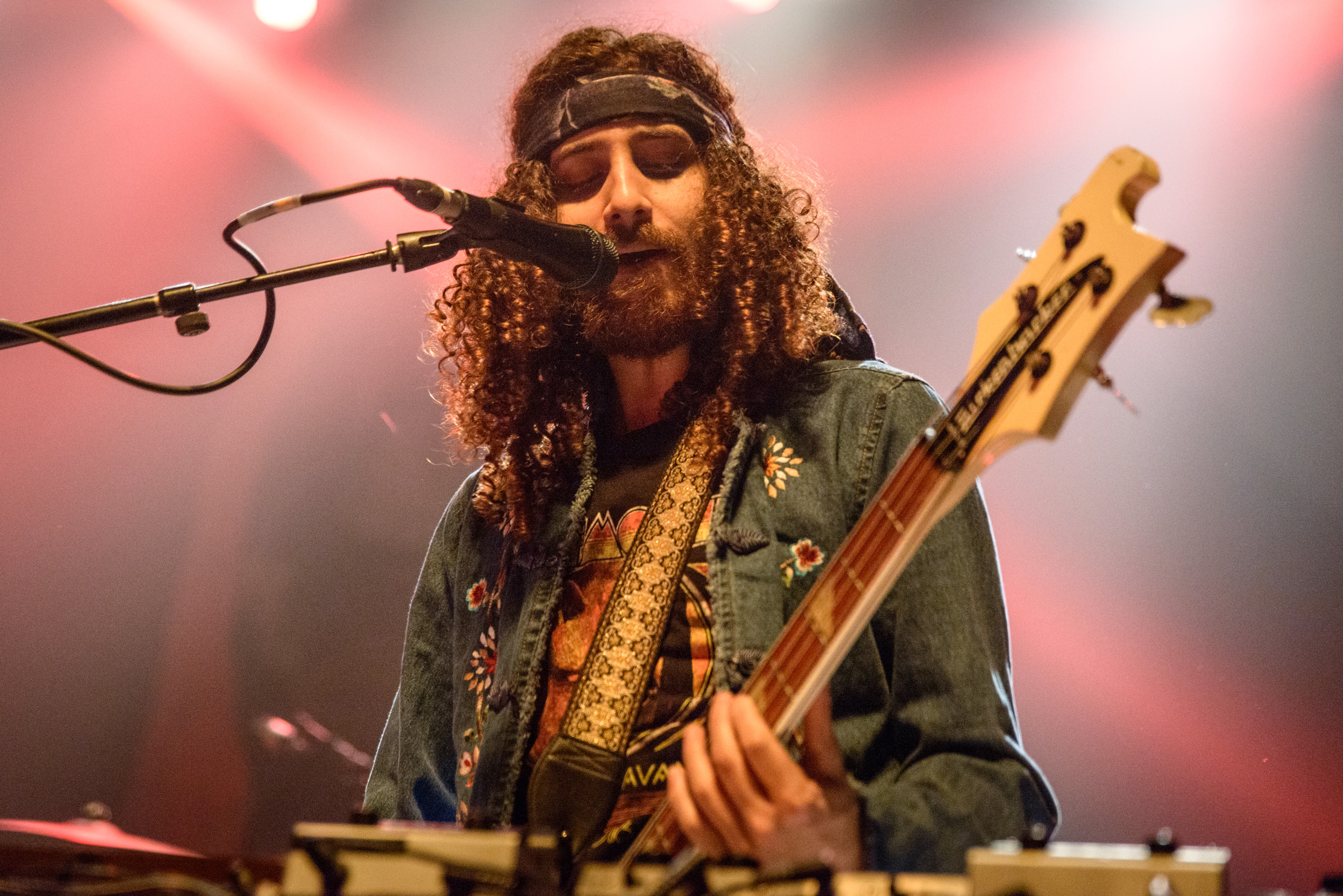
イアン・ペレス(B/Key) 2016年
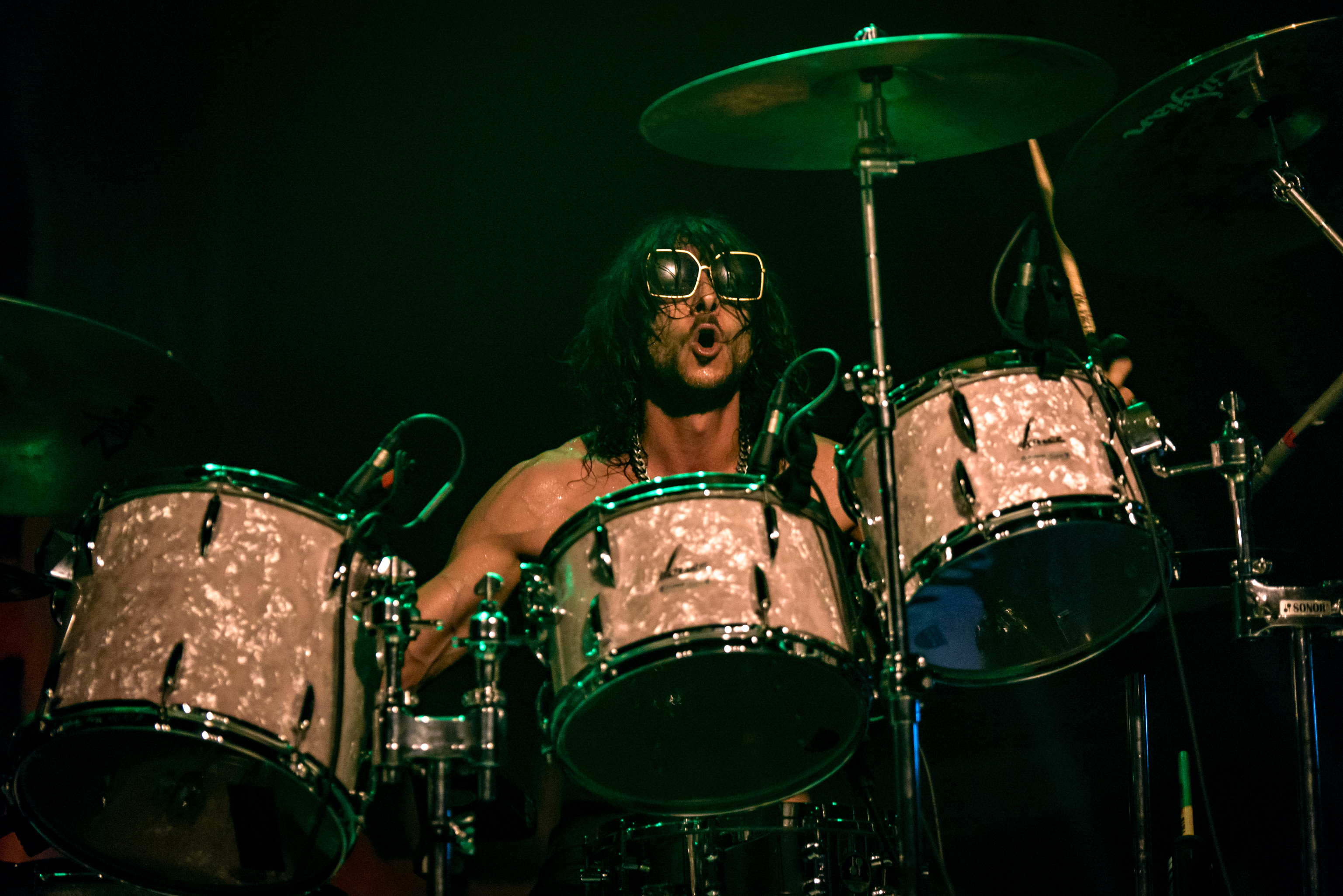
アレックス・キャラペティス(Ds) 2016年

### 旧メンバー
- クリス・ロス (Chris Ross) - ベース、キーボード (2000年-2008年)
- マイルズ・ヘスケット (Myles Heskett) - ドラム (2000年-2008年)
- エイダン・ネメス (Aidan Nemeth) - リズムギター (2009年-2012年)
- デイヴ・アトキンズ (Dave Atkins) - ドラム (2009年-2010年)
- ウィル・ロックウェル＝スコット (Will Rockwell-Scott) - ドラム (2010年-2012年)
- ヴィン・スティール (Vin Steele) - ドラム (2012年-2015年)
- エリオット・ハモンド (Elliott Hammond) - キーボード、ドラム (2012年-2013年)
- ハミッシュ・ローサー (Hamish Rosser) - ドラム (2012年-2013年)

## ディスコグラフィ

### スタジオ・アルバム
- 『狼牙生誕!』 - Wolfmother (2005)
- 『コズミック・エッグ』 - Cosmic Egg (2009)
- New Crown (2014)
- Victorious (2016)
- Rock'n'Roll Baby (2019)
- Rock Out (2021)

### EP
- Wolfmother (2004)
- Dimensions (2006)
- Please Experience Wolfmother Live (2007)
- iTunes Live from Sydney (2010)

### シングル
- "Mind's Eye" (2005)
- "White Unicorn" (2006)
- "Dimension" (2006)
- "Woman" (2006)
- "Love Train" (2006)
- "Joker & the Thief" (2006)
- "Back Round" (2009)
- "New Moon Rising" (2009)
- "White Feather" (2010)
- "Far Away" (2010)
- "Victorious" (2015)
- "Freedom Is Mine" (2017)
- "Happy Wolfmothers Day" (2018)
- "Higher" (2019)
- "Chase the Feeling" (featuring Chris Cester) (2019)
- "High on My Own Supply" (2020)
- "Midnight Train "(2021)